# Philippe IV (Vélasquez, Londres)
Ce Portrait de Philippe IV de brun et d'argent est une huile sur toile de Diego Vélasquez. Elle est actuellement exposée à la National Gallery de Londres sous le titre Philip IV of Spain in Brown and Silver et est populairement connue sous le titre Silver Philip (Philippe d'Argent).

## Description
C'est un portrait du roi Philippe IV d'Espagne, le corps entier, et aux dimensions naturelles. À la différence d'autres portraits de Philippe IV, qui apparaît vêtu de noir, il paraît ici avec un riche costume brodé « de brun et d'argent » qui donne le nom à la toile. Les bordures d'argent sont peintes par « empâtement », avec des touches de couleurs. C'est un vêtement d'une splendeur inhabituelle, qui semble indiquer qu'il commémore un évènement particulier. De plus, il porte le collier de la Toison d'Or, ordre emblématique de la famille des Habsbourg.
La datation n'est pas certaine. La National Gallery indique vers 1631-1632 ; mais la référence de Carrassat parle de 1635. Dans tous les cas, c'est un portrait postérieur au premier voyage de Vélasquez en Italie. Le modelé est doux, et il adopte un coloris inspiré de l'école vénitienne. C'est le principal portrait du roi de cette époque.
Le portrait était à la bibliothèque de San Lorenzo de l'Escorial au début du XIXe siècle, bibliothèque construite par le grand-père de Philippe IV. Durant l'invasion napoléonienne il fut volé et passa dans une collection anglaise. La National Gallery l'acheta en 1882.